# Chile i olympiska sommarspelen 1896
En idrottare från Chile, Luis Subercaseaux, ska ha deltagit i friidrott vid de olympiska sommarspelen 1896 i Aten. Det gör Chile till en av de fjorton länder som hade deltagare på plats vid de första olympiska spelen. Subercaseaux resultat återfinns inte i den officiella rapporten, men den nämner endast deltagare som tog medalj och det gjorde inte Subercaseaux.